# Municipio de Archey Valley
El municipio de Archey Valley (en inglés: Archey Valley Township) es un municipio ubicado en el condado de Van Buren en el estado estadounidense de Arkansas. En el año 2010 tenía una población de 144 habitantes y una densidad poblacional de 2,47 personas por km².

## Geografía
El municipio de Archey Valley se encuentra ubicado en las coordenadas 35°42′32″N 92°44′51″O / 35.70889, -92.74750. Según la Oficina del Censo de los Estados Unidos, el municipio tiene una superficie total de 58.36 km², de la cual 58,25 km² corresponden a tierra firme y (0,18 %) 0,1 km² es agua.

## Demografía
Según el censo de 2010, había 144 personas residiendo en el municipio de Archey Valley. La densidad de población era de 2,47 hab./km². De los 144 habitantes, el municipio de Archey Valley estaba compuesto por el 97,22 % blancos y el 2,78 % eran de una mezcla de razas. Del total de la población el 0,69 % eran hispanos o latinos de cualquier raza.